# Zelotes pinos
Zelotes pinos är en spindelart som beskrevs av Norman I. Platnick och Mohammad U. Shadab 1983. Zelotes pinos ingår i släktet Zelotes och familjen plattbuksspindlar. Inga underarter finns listade i Catalogue of Life.